# Meizu 16th
Meizu 16th та Meizu 16th Plus — смартфони китайської компанії Meizu, працюють на базі ОС Android. Випущені 8 серпня 2018 року в Китаї. Телефони мають 8-ми ядерний процесор Snapdragon 845, 6 або 8 GB RAM та ОС Android 8.0 (Oreo) із оболонкою Meizu's Flyme 7.0 UI. Об’єм флеш-пам’яті — 64GB, 128GB або 256GB. Телефони підтримують 2 SIM-картки нано-формату. Одна карточка (на вибір) може працювати в режимі 4G, інша — тільки в 2G.

## Дизайн
Задня панель та екран виконані зі скла. Бокова частина смартфонів виконана з алюмінію.
Ззаду смартфони схожі на Meizu 15.
Знизу знаходяться роз'єм USB-C, динамік, мікрофон та 3.5 мм аудіороз'єм. З лівого боку знаходиться слот під 2 SIM-картки. Зверху знаходиться другий мікрофон. З правого боку знаходяться кнопки регулювання гучності та кнопка блокування смартфону.
В Meizu 16th та 16th Plus продавалися в 3 кольорах: білому, Midnight Black (чорний) та Aurora Blue (синій).

## Доступність в Україні
Станом на 9 серпня 2018 року, телефон можна замовити в Цитрусі за ціною від 12 999 гривень (за Meizu 16th 6/64Gb (Midnight Black)) до 14 999 гривень (за Meizu 16th 8/128Gb (Midnight Black)). На телефон надається 1 рік гарантії.

## Нотатки
1. ↑  «16th» вимовляється як «шістнадцятий»